# Batalha de India Muerta (1845)

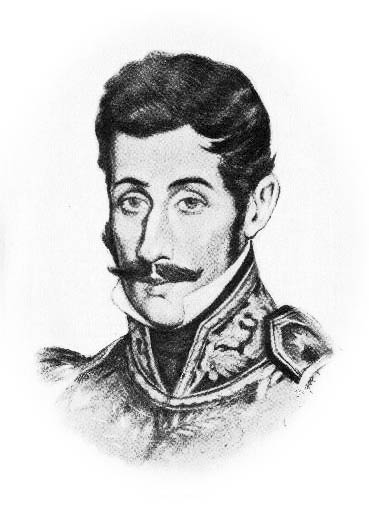
Manuel Oribe

A Batalha de India Muerta foi uma batalha da Guerra Grande uruguaia que se travou em 27 de março de 1845 na qual as forças blancas de Manuel Oribe derrotaram o exército dos colorados de Fructuoso Rivera.
Rivera refugiou-se no território do Rio Grande do Sul. Como já havia terminado a Guerra dos Farrapos, Rivera foi conduzido até o Rio de Janeiro, onde influenciou novos rumos para o posicionamento brasileiro na guerra.

## Consequências da presença de Rivera no Rio
O curso da Guerra Grande foi então alterado pelas manobras diplomáticas. A aliança da Coalición del Norte era de posição antirrosista, formada por províncias independentes do norte argentino que também era integrada por Rivera, e pelos  republicanos (farrapos) rio-grandenses. Em virtude do longo confronto do Império do Brasil com os farrapos (republicanos) que integravam esta coalizão, a diplomacia do Império Brasileiro moveu-se para próximo do Governador de Buenos Aires, Juan Manuel de Rosas, com o objetivo de expulsar Rivera do Uruguai.
Agora, quando parecia que o triunfo de Oribe permitiria a Rosas ficar com o predomínio no Uruguai — e já que a Guerra dos Farrapos havia terminado — o Império do Brasil, mudou de postura. Com o propósito de não permitir uma grande influência argentina no Uruguai — alterou sua política em relação a Rosas e passou a negociar com a França e o Reino Unido para uma intervenção conjunta no Rio da Prata, na Guerra Grande.